# Lista de colônias alemãs

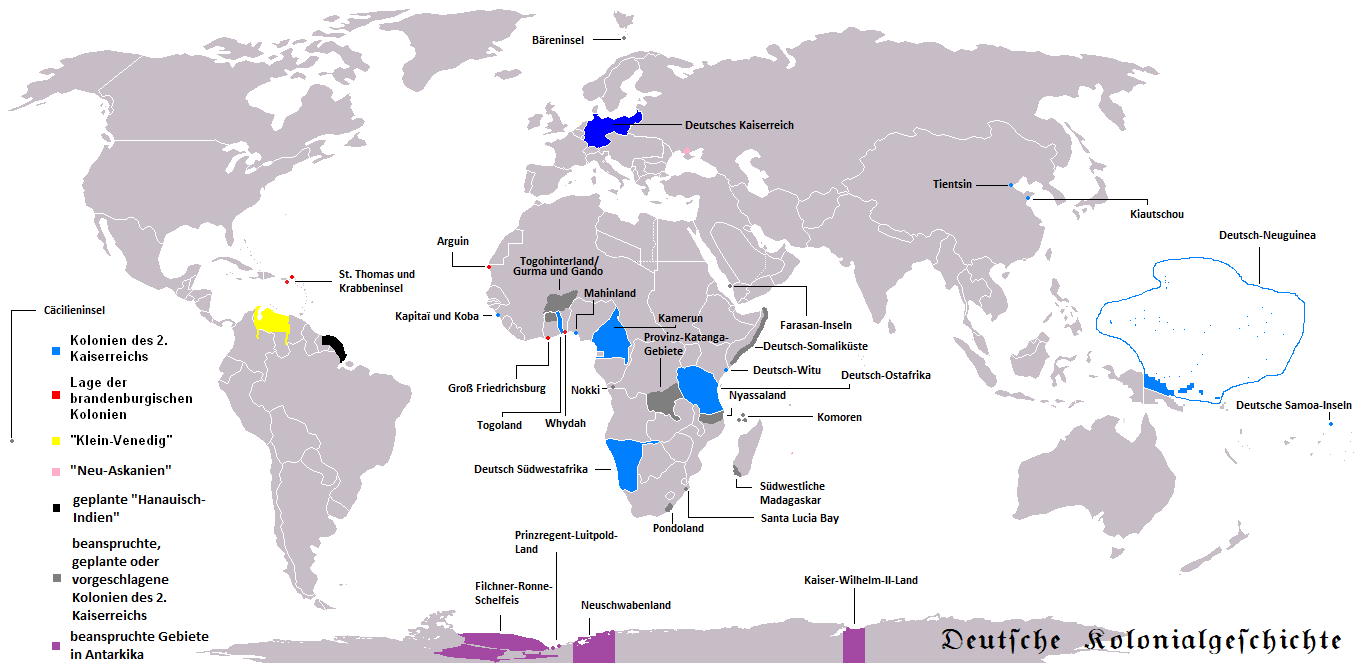

Lista de colônias reivindicadas, de domínio direto, domínio indireto ou apenas presencial em outras colônias ou nações, colônias estas que foram da Alemanha até ao fim da primeira guerra mundial. Com a assinatura do Tratado de Versalhes essas colônias passaram a estar integradas em outros impérios coloniais.

## Tipos de colônia
Domínio indireto
Colônias de domínio indireto são colônias cuja antiga autoridade continua com domínio local, mas passa a ser subordinado a outra nação, um caso de exemplo, o domínio indireto Alemão em Uganda. Que a dominava indiretamente pois não tinha interesses diretos no domínio deste povo, por considerar as terras sem relevância, ou com poucas riquezas minerais (colônia que foi anexada pelos britânicos à África do Sul).
Domínio direto
Colônias de domínio direto são o que a maioria conhece por colônia, uma nação sob total controle de uma metrópole, como a maioria das colônias britânicas eportuguesas foram até o fim de seus respectivos impérios coloniais. O Brasil, por exemplo, era uma colônia de domino direto, assim como várias colônias principalmente na África.
Colônia presencial
Colônias onde poucas vilas eram criadas dentro de território estrangeiro, principalmente em colônias de domínio direto de outras nações, como em vários casos de vilas de origem Alemã que podem ser encontradas no território Brasileiro, cidades de alemães que saíram de suas terras principalmente em épocas como a unificação alemã, e em casos como a primeira e segunda guerras mundiais.

## Listas
- Lista de colônias alemãs na Ásia
- Lista de colônias alemãs na África
- Lista de colônias alemãs na Bessarábia
- Lista de colônias alemãs no Brasil